# 佐藤立樹
佐藤 立樹（さとう たちき、1983年7月22日 - ）は茨城県出身の全日本プロドリフト選手権（D1グランプリ）ドライバー。血液型はO型。
世矢小学校→世矢中学校→明秀日立高等学校出身

## 略歴
デビューしたのは2017年。それまではD1SLに参戦していた。D1SLでは2011年東日本シリーズチャンピオンに輝いている。
その後インターシリーズにステップアップし2017年からD1グランプリに参戦。